# ADHD (Band)
ADHD ist eine vierköpfige, isländische Jazz-Formation.

## Geschichte
Die Band wurde 2008 von den Brüdern Óskar (* 1974) und Ómar Guðjónsson (* 1978) sowie Davíð Þór Jónsson (* 1978) und Magnús Trygvason Eliassen (* 1985) gegründet, um am „Jazz- und Blues Festival“ in Höfn teilnehmen zu können. Im darauffolgenden Jahr erschien das erste Album ADHD, das bei den Icelandic Music Awards als „Jazz Album des Jahres“ ausgezeichnet wurde.

## Diskografie

### Studioalben
- 2009: ADHD
- 2011: ADHD#2
- 2012: ADHD 3, ADHD 4 (Doppelalbum)
- 2015: ADHD#5
- 2017: ADHD 6
- 2019: ADHD 7
- 2022: ADHD 8

### Livealben
- 2014: ADHD5